# Rallye de Grande-Bretagne 2015
Le 70e rallye de Grande-Bretagne 2015 (Wales Rally GB), disputé du 12 au 15 novembre 2015 en Grande-Bretagne, au Pays de Galles, est la 13e et dernière manche de la saison 2015 du championnat du monde des rallyes (WRC).

## Déroulement

### 1rejournée: vendredi 13 novembre
La première journée est marquée d'abord par les abandons de Jari-Matti Latvala et Thierry Neuville dès la 2e spéciale. Ils repartent le lendemain en rallye 2. Sébastien Ogier de son côté se place en tête dès le début du rallye, remportant tous les scratch du jour à l'exception de la 6e spéciale prise par un Kris Meeke qui le talonne de près.

### 2ejournée: samedi 14 novembre
Repartis en rallye 2, Neuville et Latvala attaquent en début de journée prenant les première et deuxième places de la première spéciale, Neuville enchainant avec le scratch de la 2e spéciale du jour. Hélas pour eux, leur mauvaise fortune de la veille les rattrape et les contraignent à abandonner dès l'ES8 pour Latvala et lors de l'ES11 pour Neuville. L'accident de Neuville, finissant par un tonneau de la voiture au milieu de la route, contraint Ogier à stopper totalement sa course le temps de dégager la route ce qui le retarde d'une trentaine de seconde à l'arrivée, lui faisant perdre ainsi la place de leader du général au profit de Meeke. L'analyse des événements et de la vidéo embarquée par les commissaires de course lui permet modifier son chrono, le dotant ainsi du meilleur temps et donc de conserver sa place au général. La journée se termine par deux spéciales de nuit remportées par Andreas Mikkelsen et Sébastien Ogier.

### 3ejournée: dimanche 15 novembre
Nouveau départ en rallye 2 pour Jari-Matti Latvala qui cette fois est récompensé; en effet il signe les quatre temps scratch de la journée et obtient donc les 3 points de la power stage. Malheureusement, avec plus d'une heure vingt de retard, cela ne change pas le résultat final. De son côté Ogier assure la victoire du dernier rallye de la saison. Cependant, en raison des attentats à Paris, le podium n'est pas fêté au champagne comme d'habitude, mais un drapeau français et déployé en mémoire des victimes et Ogier leur dédie cette ultime victoire.

## Résultats

### Classement final
| Rang              | Pilote            | Copilote           | Numéro            | Voiture               | Écurie                                   | Temps             | Écart             | Points            |
| Toutes catégories | Toutes catégories | Toutes catégories  | Toutes catégories | Toutes catégories     | Toutes catégories                        | Toutes catégories | Toutes catégories | Toutes catégories |
| ----------------- | ----------------- | ------------------ | ----------------- | --------------------- | ---------------------------------------- | ----------------- | ----------------- | ----------------- |
| 1.                | Sébastien Ogier   | Julien Ingrassia   | 1                 | Volkswagen Polo R WRC | Volkswagen Motorsport                    | 3 h 03 min 02 s 0 | -                 | 25                |
| 2.                | Kris Meeke        | Paul Nagle         | 3                 | Citroën DS3 WRC       | Citroën Total Abu Dhabi World Rally Team | 3 h 03 min 28 s 0 | +26 s 0           | 18                |
| 3.                | Andreas Mikkelsen | Ola Fløene         | 9                 | Volkswagen Polo R WRC | Volkswagen Motorsport                    | 3 h 03 min 38 s 2 | +36 s 2           | 172               |
| 4.                | Dani Sordo        | Marc Martí         | 8                 | Hyundai i20 WRC       | Hyundai World Rally Team                 | 3 h 05 min 53 s 3 | +2 min 51 s 3     | 12                |
| 5.                | Hayden Paddon     | John Kennard       | 20                | Hyundai i20 WRC       | Hyundai World Rally Team                 | 3 h 06 min 02 s 5 | +3 min 00 s 5     | 10                |
| 6.                | Elfyn Evans       | Daniel Barrit      | 5                 | Ford Fiesta RS WRC    | M-Sport WRT                              | 3 h 06 min 11 s 1 | +3 min 09 s 1     | 8                 |
| 7.                | Mads Østberg      | Jonas Andersson    | 4                 | Citroën DS3 WRC       | Citroën Total Abu Dhabi World Rally Team | 3 h 07 min 30 s 4 | +4 min 28 s 4     | 6                 |
| 8.                | Stéphane Lefebvre | Stéphane Prévot    | 12                | Citroën DS3 WRC       | Citroën Total Abu Dhabi World Rally Team | 3 h 08 min 40 s 4 | +5 min 38 s 4     | 4                 |
| 9.                | Robert Kubica     | Maciej Szczepaniak | 14                | Ford Fiesta RS WRC    | RK World Rally Team                      | 3 h 09 min 24 s 7 | +6 min 22 s 7     | 31                |
| 10.               | Lorenzo Bertelli  | Lorenzo Granai     | 37                | Ford Fiesta RS WRC    | FWRT s.r.l.                              | 3 h 11 min 07 s 0 | +8 min 05 s 0     | 1                 |

3, 2, 1 : y compris les 3, 2 et 1 points attribués aux trois premiers de la spéciale télévisée (power stage).

### Spéciales chronométrées
| Étape          | Spéciale | Heure   | Nom           | Distance  | Vainqueur          | Temps         | Leader          |
| -------------- | -------- | ------- | ------------- | --------- | ------------------ | ------------- | --------------- |
| 13 nov.        | SS1      | 09 h 27 | Hafren 1      | 32,14 km  | Sébastien Ogier    | 18 min 28 s 2 | Sébastien Ogier |
| 13 nov.        | SS2      | 09 h 27 | Sweet Lamb 1  | 3,19 km   | Sébastien Ogier    | 2 min 06 s 3  | Sébastien Ogier |
| 13 nov.        | SS3      | 10 h 27 | Myherin 1     | 30,23 km  | Sébastien Ogier    | 17 min 01 s 8 | Sébastien Ogier |
| 13 nov.        | SS4      | 09 h 27 | Hafren 2      | 32,14 km  | Kris Meeke         | 18 min 56 s 8 | Sébastien Ogier |
| 13 nov.        | SS5      | 09 h 27 | Sweet Lamb 2  | 3,19 km   | Sébastien Ogier    | 2 min 09 s 5  | Sébastien Ogier |
| 13 nov.        | SS6      | 14 h 29 | Myherin 2     | 30,23 km  | Sébastien Ogier    | 17 min 15 s 8 | Sébastien Ogier |
| Jour 2 14 nov. | SS7      | 09 h 27 | Gartheiniog 1 | 11, 34 km | Thierry Neuville   | 7 min 03 s 4  | Sébastien Ogier |
| Jour 2 14 nov. | SS8      | 07 h 56 | Dyfi 1        | 25,86 km  | Thierry Neuville   | 15 min 10 s 1 | Sébastien Ogier |
| Jour 2 14 nov. | SS9      | 09 h 38 | Gartheiniog 2 | 11, 34 km | Andreas Mikkelsen  | 7 min 14 s 4  | Sébastien Ogier |
| Jour 2 14 nov. | SS10     | 10 h 05 | Dyfi 2        | 25,86 km  | Sébastien Ogier    | 15 min 23 s 2 | Sébastien Ogier |
| Jour 2 14 nov. | SS11     | 11 h 53 | Dyfant 1      | 19,02 km  | Sébastien Ogier    | 11 min 03 s 3 | Sébastien Ogier |
| Jour 2 14 nov. | SS12     | 12 h 51 | Aberhirnant 1 | 13,91 km  | Sébastien Ogier    | 7 min 44 s 7  | Sébastien Ogier |
| Jour 2 14 nov. | SS13     | 14 h 31 | Chirk Castle  | 2,06 km   | Ott Tänak          | 1 min 33 s 3  | Sébastien Ogier |
| Jour 2 14 nov. | SS14     | 18 h 25 | Dyfant 2      | 19,02 km  | Andreas Mikkelsen  | 11 min 10 s 0 | Sébastien Ogier |
| Jour 2 14 nov. | SS15     | 19 h 23 | Aberhirnant 2 | 13,91 km  | Sébastien Ogier    | 7 min 50 s 5  | Sébastien Ogier |
| Jour 3 15 nov. | SS16     | 08 h 26 | Brenig 1      | 10,64 km  | Jari-Matti Latvala | 6 min 46 s 5  | Sébastien Ogier |
| Jour 3 15 nov. | SS17     | 08 h 52 | Alwen         | 10,41 km  | Jari-Matti Latvala | 5 min 44 s 0  | Sébastien Ogier |
| Jour 3 15 nov. | SS18     | 10 h 20 | Great Orme    | 4,74 km   | Jari-Matti Latvala | 2 min 38 s 8  | Sébastien Ogier |
| Jour 3 15 nov. | SS19     | 12 h 08 | Brenig 2*     | 10,64 km  | Jari-Matti Latvala | 6 min 50 s 3  | Sébastien Ogier |

* : Power stage, spéciale télévisée attribuant des points aux trois premiers pilotes

## Classements au championnat après l'épreuve

### Classement des pilotes
Selon le système de points en vigueur, les 10 premiers équipages remportent des points, 25 points pour le premier, puis 18, 15, 12, 10, 8, 6, 4, 2 et 1.
| Rang | Pilote              | Rallyes | Rallyes | Rallyes | Rallyes | Rallyes | Rallyes | Rallyes | Rallyes | Rallyes | Rallyes | Rallyes | Rallyes | Rallyes | Total points |
| Rang | Pilote              | MON     | SUE     | MEX     | ARG     | POR     | ITA     | POL     | FIN     | GER     | AUS     | FRA     | ESP     | GBR     | Total points |
| ---- | ------------------- | ------- | ------- | ------- | ------- | ------- | ------- | ------- | ------- | ------- | ------- | ------- | ------- | ------- | ------------ |
| 1er  | Sébastien Ogier     | 25      | 283     | 283     | 3       | 213     | 283     | 283     | 213     | 25      | 283     | 3       | Ab.     | 25      | 263          |
| 2e   | Jari-Matti Latvala  | 191     | 0       | 0       | Ab.     | 272     | 102     | 10      | 272     | 213     | 202     | 261     | 202     | 3       | 183          |
| 3e   | Andreas Mikkelsen   | 15      | 15      | 172     | Ab.     | 161     | 1       | 191     | Ab.     | 15      | 131     | 15      | 283     | 172     | 171          |
| 4e   | Mads Østberg        | 12      | 21      | 18      | 191     | 6       | 10      | 2       | 15      | 6       | -       | 8       | 12      | 6       | 116          |
| 5e   | Kris Meeke          | 43      | 6       | 0       | 25      | 12      | 0       | 6       | 1       | 2       | 15      | 12      | 111     | 18      | 112          |
| 6e   | Thierry Neuville    | 10      | 202     | 51      | Ab.     | 0       | 15      | 8       | 12      | 10      | 6       | 0       | 4       | Ab.     | 90           |
| 7e   | Elfyn Evans         | 6       | 8       | 12      | 15      | 0       | 12      | 0       | 0       | 8       | 2       | 18      | Ab.     | 8       | 89           |
| 8e   | Dani Sordo          | 8       | -       | 10      | 122     | 8       | 0       | 1       | 0       | 131     | 4       | 6       | 15      | 12      | 89           |
| 9e   | Hayden Paddon       | -       | 10      | 0       | 0       | 4       | 18      | 12      | 0       | 2       | 10      | 10      | 8       | 10      | 84           |
| 10e  | Ott Tanak           | 0       | 12      | 0       | 1       | 10      | 0       | 172     | 10      | 4       | 8       | 1       | Ab.     | Ab.     | 63           |
| 11e  | Martin Prokop       | 2       | 4       | 8       | 12      | 1       | Ab.     | 0       | 6       | Ab.     | -       | 0       | 6       | 0       | 39           |
| 12e  | Robert Kubica       | Ab.     | 0       | 0       | -       | 2       | 0       | 4       | Ab.     | 0       | -       | 2       | 0       | 31      | 11           |
| 13e  | Khalid Al Qassimi   | -       | -       | -       | 8       | 0       | 1       | -       | 0       | -       | -       | -       | 0       | -       | 9            |
| 14e  | Juho Hänninen       | -       | -       | -       | -       | -       | -       | -       | 8       | -       | -       | -       | -       | -       | 8            |
| 15e  | Yuriy Protasov      | 0       | 2       | 0       | 0       | -       | 6       | -       | 0       | 0       | 0       | 0       | 0       | 0       | 8            |
| 16e  | Nasser Al-Attiyah   | -       | -       | 6       | -       | 0       | 0       | Ab.     | -       | 0       | 1       | -       | 0       | -       | 7            |
| 17e  | Abdulaziz Al-Kuwari | -       | -       | 0       | 6       | 0       | 0       | -       | -       | -       | -       | -       | 0       | 0       | 6            |
| 18e  | Sébastien Loeb      | 62      | -       | -       | -       | -       | -       | -       | -       | -       | -       | -       | -       | -       | 6            |
| 19e  | Stéphane Lefebvre   | 0       | Ab.     | Ab.     | Ab.     | 0       | 0       | Ab.     | Dq.     | 1       | 0       | 0       | 0       | 4       | 5            |
| 20e  | Esapekka Lappi      | -       | -       | -       | -       | 0       | 0       | 0       | 4       | 0       | -       | 0       | Ab.     | -       | 4            |
| 21e  | Diego Domínguez     | -       | -       | -       | 4       | -       | -       | -       | -       | -       | -       | -       | -       | -       | 4            |
| 22e  | Paolo Andreucci     | -       | -       | -       | -       | -       | 4       | -       | -       | -       | -       | -       | -       | -       | 4            |
| 23e  | Bryan Bouffier      | 0       | -       | -       | -       | -       | -       | -       | -       | 0       | -       | 4       | -       | -       | 4            |
| 24e  | Pontus Tidemand     | -       | 0       | -       | -       | 0       | -       | 0       | 2       | -       | -       | -       | 2       | -       | 4            |
| 25e  | Jan Kopecký         | -       | -       | -       | -       | -       | 2       | -       | -       | 0       | -       | -       | 1       | -       | 3            |
| 26e  | Nicolás Fuchs       | -       | -       | 2       | Ab.     | 0       | 0       | 0       | Ab.     | -       | -       | -       | -       | 0       | 2            |
| 27e  | Gustavo Saba        | -       | -       | -       | 2       | -       | -       | -       | -       | -       | -       | -       | -       | -       | 2            |
| 29e  | Stéphane Sarrazin   | -       | -       | -       | -       | -       | -       | -       | -       | -       | -       | 2       | -       | -       | 2            |
| 29e  | Lorenzo Bertelli    | 0       | Ab.     | Ab.     | 0       | Ab.     | Ab.     | 0       | 1       | -       | 0       | Ab.     | Ab.     | 1       | 2            |
| 30e  | Jari Ketomaa        | -       | 0       | 1       | 0       | Ab.     | -       | 0       | -       | -       | -       | -       | Ab.     | -       | 1            |

| Couleur | Résultat                                                         |
| ------- | ---------------------------------------------------------------- |
| Or      | Vainqueur                                                        |
| Argent  | 2e place                                                         |
| Bronze  | 3e place                                                         |
| Vert    | Classé, dans les points                                          |
| Bleu    | Classé, hors des points Non classé (Nc.)                         |
| Mauve   | Abandon (Ab.) Retrait (Re.)                                      |
| Noir    | Disqualifié (Dq.)                                                |
| Blanc   | N'a pas pris le départ (Np.) Forfait (Forf.) Épreuve annulée (A) |
| Aucune  | N'a pas participé (-)                                            |

3, 2, 1 : y compris les 3, 2 et 1 points attribués aux trois premiers de la spéciale télévisée (power stage).

### Classement des constructeurs
| Rang | Équipe                                   | Rallyes | Rallyes | Rallyes | Rallyes | Rallyes | Rallyes | Rallyes | Rallyes | Rallyes | Rallyes | Rallyes | Rallyes | Rallyes | Total points |
| Rang | Équipe                                   | MON     | SUE     | MEX     | ARG     | POR     | ITA     | POL     | FIN     | GER     | AUS     | FRA     | ESP     | GBR     | Total points |
| ---- | ---------------------------------------- | ------- | ------- | ------- | ------- | ------- | ------- | ------- | ------- | ------- | ------- | ------- | ------- | ------- | ------------ |
| 1er  | Volkswagen Motorsport                    | 43      | 25      | 31      | 4       | 43      | 33      | 35      | 43      | 43      | 43      | 26      | 18      | 27      | 414          |
| 2e   | Citroën Total Abu Dhabi World Rally Team | 12      | 8       | 22      | 43      | 18      | 12      | 10      | 16      | 7       | 16      | 20      | 22      | 24      | 230          |
| 3e   | Hyundai World Rally Team                 | 27      | 28      | 20      | 10      | 9       | 19      | 10      | 16      | 22      | 16      | 6       | 18      | 22      | 224          |
| 4e   | M-Sport World Rally Team                 | 12      | 20      | 16      | 23      | 10      | 18      | 15      | 12      | 12      | 10      | 22      | 3       | 8       | 181          |
| 5e   | Volkswagen Motorsport II                 | -       | 15      | -       | 0       | 15      | 1       | 18      | 0       | 15      | 12      | 15      | 25      | 15      | 131          |
| 6e   | Hyundai Motorsport N                     | -       | 1       | 2       | 6       | 4       | 18      | 12      | 0       | 2       | 4       | 10      | 8       | 0       | 67           |
| 7e   | Jipocar Czech National Team              | 6       | 4       | 10      | 12      | 2       | 0       | 1       | 8       | 0       | -       | 2       | 6       | 0       | 51           |
| 8e   | FWRT s.r.l.                              | 1       | 0       | 0       | 2       | 0       | 0       | 0       | 6       | -       | 0       | 0       | 0       | 4       | 13           |